# お梅
お梅（おうめ、生年不詳 - 文久3年9月16日もしくは9月18日（1863年10月30日））は、江戸時代末期（幕末）の女性。新選組筆頭局長・芹沢鴨の愛妾。
以下の記述は、昭和になって子母澤寛が八木為三郎（新選組が屯所としていた八木家の子息）からの証言を元に書き記されたとされる『新選組始末記』『新選組遺聞』を元に解説する。

## 生涯
京都西陣に生まれ、島原のお茶屋にいたといわれる。その後、四条堀川西入ルの太物問屋（呉服商）菱屋の妾になっていた。年の頃は22～23歳ぐらいだった。
壬生浪士組（新選組）筆頭局長・芹沢鴨が菱屋から未払いのまま買い物をし、菱屋がたびたび催促するも支払われなかった。これ以上、催促することで芹沢との諍いを恐れた菱屋は、女ならばあたりも柔らかろうとお梅を催促へやった。お梅は垢ぬけて愛嬌がよい、隊士たちが評判にするような凄い美人だった。はじめ何度かは芹沢に追い返されたが、ある日、借金の催促に来ると芹沢に部屋に連れ込まれ手ごめにされた。最初は嫌がっていたお梅も、そのうちに自分から芹沢の元へ通うようになった。
その頃、壬生浪士組では芹沢ら水戸派と近藤勇ら試衛館派との間で主導権争いが起きていた。文久3年（1863年）9月16日（18日とも）、新選組は島原の角屋で芸妓総揚げの宴会をし、その日の暮れ前にお梅が八木家にやって来た。そのうち、水戸派の平間重助の馴染みの芸妓の輪違屋の糸里、平山五郎の馴染みの桔梗屋吉栄もやって来た、芹沢たちが留守なので吉栄や八木家の女中とお勝手で談笑していた。夜になって芹沢、平山、平間そして副長の土方歳三（試衛館派）が帰ってきた。そこで、お梅たちを呼んで酒宴の続きをし、泥酔した芹沢は奥の十畳間にお梅と寝入った。吉栄と糸里もそれぞれの相手と同衾した。
深夜、芹沢たちが寝ていた部屋に数人の男たちが押し入った。平山を殺害し、芹沢は切りつけられて起き上がるや真っ裸のまま八木家の親子が寝ていた隣室に飛び込むが、そこで刺客たちにずたずたに切り殺された。芹沢と平山を殺すと刺客たちはすぐに立ち去った。為三郎たちが芹沢の部屋へ様子を見に行くと中は血の海で、芹沢と寝ていたお梅は湯文字一枚をつけただけのほとんど全裸で血だらけで倒れており、首を切られて皮一枚で胴とつながっている状態であった。なお、これらは長州藩の仕業とされたが、刺客は八木家の証言によると試衛館派の土方歳三、山南敬助、沖田総司、原田左之助という説が有力である。お梅は見方によっては不幸な女性であり、逃がそうとする意見もあったとされるが、芹沢殺しの目撃者である為殺された可能性が高い。
その後、幹部の芹沢と平山の遺体は新選組が引き取ったが、身寄りの無いお梅の遺体は引き取り手がなかった。お梅の遺体は八木家が手を尽くして西陣のお梅の里へ引き取られた。または、無縁仏として葬ったともいう。